# Lita Recio
Pour les articles homonymes, voir Recio.
Lita Recio, née Julia Recio le 30 octobre 1906 à Paris, où elle est morte le 13 janvier 2006, est une comédienne française et doubleuse.
Elle doublait régulièrement les actrices Barbara Stanwyck, Marlene Dietrich et Bette Davis, mais aussi Magda Schneider dans la série des Sissi, ou encore Agnes Moorehead (notamment Endora, dans la sitcom Ma sorcière bien-aimée).
Elle est par deux fois la voix française de l'héroine principale d'un film sur le Titanic : Julia Sturges dans Titanic de Jean Negulesco en 1953, puis Rose (âgée) dans Titanic de James Cameron en 1997.

## Biographie
Julia Recio est la femme du chansonnier Robert Charpentier dit Goupil (1896-1938), elle est la mère du chef opérateur Pierre Goupil (1930) et la grand-mère du cinéaste Romain Goupil.
La famille réside depuis l'origine dans la plus grande cité d'artistes d'Europe, la cité Montmartre-aux-artistes, construite entre 1929 et 1936,.
Lita Recio meurt le 13 janvier 2006 à Paris, alors qu'elle allait fêter son 100e anniversaire.

## Théâtre
- 1953 : Le Ravageur de Gabriel Chevallier, mise en scène Alfred Pasquali, théâtre des Bouffes-Parisiens
- 1965 : Liola de Luigi Pirandello, mise en scène Bernard Jenny, théâtre du Vieux-Colombier
- 1966 : La Maison de Bernarda Alba de Federico García Lorca, mise en scène Jacques Mauclair, théâtre Récamier
- 1968 : Gugusse de Marcel Achard, mise en scène Michel Roux, théâtre de la Michodière
- 1969 : Pique-nique en campagne de Fernando Arrabal, mise en scène Pierre Peyrou, théâtre de la Gaîté-Montparnasse
- 1969 : Mon Isménie d'Eugène Labiche, mise en scène Pierre Peyrou, théâtre de la Gaîté-Montparnasse
- 1971 : Un jour dans la mort de Joe Egg de Peter Nichols, mise en scène Michel Fagadau, théâtre de la Gaîté-Montparnasse

## Filmographie

### Cinéma
- 1932 : Histoires de rire de Jean Boyer - court métrage
- 1932 : L'Uniforme de Gaston Biasini - court métrage
- 1939 : Après Mein Kampf, mes crimes de Alexandre Ryder - commentaire
- 1946 : Panique de Julien Duvivier
- 1948 : Hans le marin de François Villiers
- 1949 : La Patronne de Robert Dhéry
- 1950 : Demain nous divorçons de Louis Cuny
- 1953 : Une vie de garçon de Jean Boyer
- 1953 : Flukt fra paradiset de Toralf Sandø
- 1954 : Du rififi chez les hommes de Jules Dassin
- 1970 : Et qu'ça saute ! de Guy Lefranc
- 1971 : Un cave de Gilles Grangier
- 1972 : Les Charlots font l'Espagne de Jean Girault
- 1973 : La Main à couper de Étienne Périer
- 1973 : Prenez la queue comme tout le monde de Jean-François Davy
- 1979 : Comme une femme de Christian Dura
- 1982 : La Java des ombres de Romain Goupil
- 1990 : Maman de Romain Goupil
- 1993 : Lettre pour L... de Romain Goupil
- 1998 : À mort la mort ! de Romain Goupil (simple apparition)
- 2001 : Une pure coïncidence de Romain Goupil

### Télévision
- 1972 : Les Boussardel de René Lucot, épisode Les Noces de bronze : Cléa de Val Rose
- 1973 : Les Enquêtes du commissaire Maigret, épisode Maigret et l'Homme du banc de René Lucot

## Doublage

### Cinéma

#### Films
- Barbara Stanwyck dans :
  - Un cœur pris au piège (1941) : Jean Harrington / Lady Eve Sidwich
  - Assurance sur la mort (1944) : Phyllis Dietrichson
  - Raccrochez, c'est une erreur (1948) : Leona Stevenson[4]
  - Ville haute, ville basse (1949) : Jessie Bourne
  - Chaînes du destin (1950) : Helen Ferguson / Patrice Harkness
  - Le Souffle sauvage (1953) : Marina Conway
  - Titanic (1953) : Julia Sturges
  - L'Homme à tout faire (1964) : Maggie Morgan

- Marlène Dietrich dans :
  - La Maison des sept péchés (1940) : Bijou Blanche (2e doublage)
  - La Belle Ensorceleuse (1941) : la Comtesse Claire Ledoux (dite 'Lili')
  - Le Grand Alibi (1950) : Charlotte Inwood
  - Le Voyage fantastique (1951) : Monica Teasdale
  - Le Tour du monde en quatre-vingts jours (1956) : L'hôtesse du Saloon
  - Témoin à charge (1957) : Christine Vole / Helm
  - Jugement à Nuremberg (1961) : Mme Berthold

- Bette Davis dans :
  - La Vie privée d'Élisabeth d'Angleterre (1939) : la reine Élisabeth
  - La Lettre (1940) : Leslie Crosbie
  - La Vipère (1941) : Regina Hubbard Giddens
  - Appel d'un inconnu (1952) : Marie Hoke
  - Rivalités (1964) : Mrs. Hayden
  - Mort sur le Nil (1978) : Marie Van Schuyler
  - Les Baleines du mois d'août (1987) : Libby Strong

- Agnes Moorehead dans : 
  - Les Passagers de la nuit (1948) : Madge Rapf
  - La Taverne de la Nouvelle-Orléans (1951) : tante Jezebel
  - La Main gauche du Seigneur (1955) : Beryl Sigman
  - Tant que soufflera la tempête (1955) : Aggie
  - Le Trouillard du Far West (1956) : Mathilda Kingsley
  - Jesse James, le brigand bien-aimé (1957) : Mrs. Samuel
  - Pollyanna (1960) : Mrs. Snow

- Magda Schneider dans :
  - Les Jeunes années d'une reine (1954) : la baronne Lehzen
  - Sissi (1955) : la duchesse Ludovica de Bavière
  - Sissi impératrice (1956) : la duchesse Ludovica de Bavière
  - Sissi face à son destin (1957) : la duchesse Ludovica de Bavière

- Claire Trevor dans :
  - La Chevauchée fantastique (1939) : Dallas
  - Key Largo (1948) : Gaye Dawn
  - Écrit dans le ciel (1954) : May Holst

- Elsa Lanchester dans :
  - La Grande Horloge (1948) : Louise Patterson[4]
  - L'Espion aux pattes de velours (1965) : Mrs. MacDougall
  - Le Fantôme de Barbe-Noire (1968) : Emily Stowecroft

- Argentina Brunetti dans :
  - Capitaine King (1953) : Lali
  - Les Implacables (1955) : Maria
  - Terre sans pardon (1957) : Maria

- Betty Field dans : 
  - Arrêt d'autobus (1956) : Grace
  - Le Prisonnier d'Alcatraz (1962) : Stella Johnson
  - Un shérif à New York (1968) : Mme Ringerman

- Angela Lansbury dans :
  - Les Feux de l'été (1958) : Minnie Littlejohn
  - L'Ange de la violence (1962) : Annabell Willart
  - Deux copines, un séducteur (1964) : Isabel Boyd

- Hermione Baddeley dans :
  - Les Inséparables (1965) : Jeannie MacPherson
  - Le Plus Heureux des milliardaires (1967) : Mrs. Worth
  - Contre une poignée de diamants (1974) : Hetty

- Sylvia Sidney dans :
  - Damien : La Malédiction 2 (1978) : Tante Marion
  - Beetlejuice (1988) : Juno
  - Mars Attacks! (1996) : Grand-mère Norris

- Dolores del Río dans :
  - L'Oiseau de paradis (1932) : Luana
  - Les Rôdeurs de la plaine (1960) : Neddy

- Ginger Rogers dans : 
  - L'Étoile de minuit (1935) : Donna Mantin
  - Le Danseur du dessus (1935) : Dale Tremont[4]

- Maureen O'Hara dans :
  - L'Homme tranquille (1952) : Mary Kate Danaher
  - Le Grand McLintock (1963) : Katherine Gilhooley McLintock

- Isobel Elsom dans : 
  - Le Voleur du Roi (1955) : Mrs. Bennett
  - Le Fort de la dernière chance (1957) : Mrs. Charlotte Ogden

- Katy Jurado dans :
  - Le Procès (1955) : Mrs. Chavez
  - La Vengeance aux deux visages (1961) : Maria Longworth

- Martha Scott dans :
  - Les Dix Commandements (1956) : Yochebed, mère de Moïse
  - Sayonara (1957) : Mme Webster

- Mildred Dunnock dans : 
  - La Poupée de chair (Baby Doll) : tante Rose Comfort
  - Au risque de se perdre (1959) : Sœur Margharita

- Clelia Matania dans :
  - Roland, prince vaillant (1956) : Mary la nourrice
  - Ave Maria (1961) : Sœur Maria

- Billie Burke dans : 
  - Ce monde à part (1959) : Mrs. J. Arthur Allen
  - Le Sergent noir (1960) : Mrs. Cordelia Fosgate

- Thelma Ritter dans : 
  - Confidences sur l'oreiller (1959) : Alma
  - Trois filles à marier (1963) : Chloe Brasher

- Lilli Palmer dans :
  - Mon séducteur de père (1961) : Katharine 'Kate' Dougherty
  - Trahison sur commande (1962) : Marianna Möllendorf

- Mary Wickes dans :
  - 3 Étoiles, 36 Chandelles (1972) : Miss Wiggington
  - Les Quatre Filles du docteur March (1994) : tante March

- Alice Drummond dans :
  - SOS Fantômes (1984) : la bibliothécaire
  - Extravagances (1995) : Clara

Mais aussi :
- 1935 : Becky Sharp : Becky Sharp (Miriam Hopkins)
- 1935 : Kidnapping : Sally Gates (Sally Eilers)
- 1936 : Le Roman de Marguerite Gautier : Prudence Duvernoy (Laura Hope Crews)
- 1935[5] : Bons pour le service : Mrs. Bickerdike (Mary Gordon)
- 1937 : Scipion l'Africain : Velia (Isa Miranda)
- 1937 : Le Prisonnier de Zenda : la princesse Flavia (Madeleine Carroll)
- 1939 : Autant en emporte le vent : Belle Watling (Ona Munson)
- 1939 : Mademoiselle et son bébé : une hôtesse (Barbara Pepper)[6]
- 1939 : L'Autre : Mrs. Suzanne Ducross (Helen Vinson)
- 1940[7] : Le Signe de Zorro : Inez Quintero (Gale Sondergaard)
- 1940 : Ville conquise : Gladys (Lee Patrick)
- 1945 : Les Cloches de Sainte-Marie : sœur Michael (Ruth Donnelly)
- 1946 : Une nuit à Casablanca : Beatrice Rheiner (Lisette Verea)
- 1947 : Monsieur Verdoux : Annette (Ada May)
- 1947 : Les Conquérants d'un nouveau monde : Madame John Fraser (Virginia Campbell)
- 1947 : Le Crime de Madame Lexton : Emily (Rosalind Ivan)
- 1948 : Le Chevalier mystérieux : la dogaresse (Elli Parvo)
- 1948 : La Fosse aux serpents : Mlle Seiffert (Virginia Brissac)
- 1948 : Le Massacre de Fort Apache : Guadalupe (Movita Castaneda)
- 1949 : La Charge héroïque : Abby Allshard (Mildred Natwick)
- 1949 : Allez coucher ailleurs : le lieutenant Catherine Gates (Ann Sheridan)[4]
- 1949 : Un jour à New York : Mrs. Dilyovska (Florence Bates)
- 1949 : Chaînes conjugales : Rita Phipps (Ann Sothern)
- 1950 : Le Convoi des braves : Fleurette Phyffe (Ruth Clifford)
- 1950 : Le Père de la mariée : Ellie Banks (Joan Bennett)
- 1950 : C'étaient des hommes : la mère d'Angel (Margarita Martin)
- 1950 : La Femme aux chimères : Marge Martin (Mary Beth Hughes)
- 1951 : Une place au soleil : Mme Vickers (Frieda Inescort)
- 1951 : Histoire de détective : la voleuse à l'étalage (Lee Grant)
- 1951 : Pandora : Señora Montalvo (Margarita D'Alvarez)
- 1951[8] : L'Homme au complet blanc : Miss Johnson (Joan Harben)
- 1952 : Le Corsaire rouge : Bianca (Margot Grahame)
- 1952 : Bas les masques : Nora Hutcheson (Kim Hunter)
- 1952 : La Revanche d'Ali Baba : la femme âgée en cuisine (Belle Mitchell)
- 1952 : Le train sifflera trois fois : Mildred Fuller (Eve McVeagh)
- 1952 : Barbe-Noire le pirate : Alvina (Irene Ryan)
- 1953 : Un galop du diable : Mme Cheshire (Grace Hayle)
- 1953 : Bataille sans merci : Roberta Haynes (Roberta Haynes)
- 1953 : Comment épouser un millionnaire : Loco Dempsey (Betty Grable)
- 1953 : Le Trésor du Guatemala : la Marquise Annette de Sanit-Malo (Fay Wray)
- 1953 : L'Équipée sauvage : Dorothy (Eve March)
- 1954 : Ulysse : Cassandre (Elena Zareschi)
- 1954 : Théodora, impératrice de Byzance : Egina (Olga Solbelli)
- 1954 : Johnny Guitare : Vienna (Joan Crawford)
- 1954 : Les femmes mènent le monde : Carol Talbot (Arlene Dahl)
- 1954 : Les Gens de la nuit : Frau Schindler / Rachel Cameron (Jill Esmond)
- 1954 : L'Homme au million : la maman au landau (Mona Washbourne)
- 1954 : Quelques pas dans la vie : Lidia (Elisa Cegani)
- 1954 : Phffft! : la secrétaire de Nina (Geraldine Hall)
- 1955 : Le Souffle de la violence : Elena (Lita Milan)
- 1955 : Dix hommes à abattre : Maria Segura (Donna Martell)
- 1955 : La Mousson : Maharani (Eugenie Leontovich)
- 1955 : Un jeu risqué : l'entraîneuse du Saloon (Gertrude Astor)
- 1955 : La Main au collet : Jessie Stevens (Jessie Royce Landis)
- 1955 : La Colline de l'adieu : Nora Hung (Soo Yong)
- 1955 : Mais qui a tué Harry ? : Miss Gravely (Mildred Natwick)
- 1955 : Mon premier amour : Tante Elsbeth (Charlotte Witthauer)
- 1955 : Blanches colombes et vilains messieurs : Agatha (Mary Alan Hokanson)
- 1955 : Le Général du Diable : Olivia Geiss, la cantatrice (Camilla Spira)
- 1955 : Ce n'est qu'un au revoir[9] : MMe Koehler (Erin O'Brien Moore)
- 1956 : La Fureur de vivre : la mère de Judy (Rochelle Hudson)
- 1956 : L'Homme au complet gris : Helen Hopkins (Ann Harding)
- 1956 : Anastasia : Irina « Nini » Lissemskaia (Natalie Schafer)
- 1956 : Hélène de Troie : Hécube (Nora Swinburne)
- 1956 : Géant : Vashti Snythe (Jane Withers)
- 1956 : L'Homme qui en savait trop : Mrs. Drayton (Brenda de Banzie)
- 1956 : La Prisonnière du désert : Martha Edwards (Dorothy Jordan)
- 1956 : Le Roi et moi : Anna Leonowens (Deborah Kerr) (voix parlée)
- 1956 : Symphonie inachevée : Colomba Calafatti (Jone Salinas)
- 1957 : Frankenstein s'est échappé : tante Sophie (Noel Hood)
- 1957 : Le Jugement des flèches : Mrs. O'Meara (Olive Carey)
- 1957 : Règlements de comptes à OK Corral : Kate Fisher (Jo Van Fleet)
- 1957 : Le Pays de la haine (en)[10] : ??
- 1957 : Le Virage du diable : voix de Louis, le perroquet (Louis Wilde)
- 1957 : Le Scandale Costello : une femme dans la galerie d'art (Bessie Love)
- 1958 : Les Travaux d'Hercule : la Sibylle (Lydia Alfonsi)
- 1958 : La Forêt interdite : Mme Bradford (Gypsy Rose Lee)
- 1958 : L'Homme de l'Ouest : Juanita (Tina Menard)
- 1958 : Désir sous les ormes : la mère d'Eben (Anne Seymour)
- 1958 : L'Orchidée noire : Consuello (Zolya Talma)
- 1958 : Ma tante : Mame Dennis (Rosalind Russell)
- 1958 : 10, rue Frederick : Peg Slattery (Linda Watkins)
- 1959 : Le Fils du corsaire rouge : Isabella (Nietta Zocchi)
- 1959 : Le Cirque fantastique : Mama Colino (Adele Mara)
- 1959 : Soudain l'été dernier : Miss Foxhill (Mavis Villiers)
- 1959 : L'Homme aux colts d'or : Lily Dollar (Dorothy Malone)
- 1959 : La Vengeance du Sarrasin : Zaire (Anna Arena)
- 1959 : Au fil de l'épée : Mrs. Dudgeon (Eva Le Gallienne)
- 1959 : Les 39 Marches : Nellie Lumsden (Brenda de Banzie)
- 1959 : Fripouillard et Cie : Dora Pezzella (Anna Campori)
- 1959[11] : Totò à Madrid : Gloria Harrison (Luna Pilar Gómez Ferrer)
- 1959 : Au milieu de la nuit : Mrs. Mueller (Glenda Farrell)
- 1960 : Les Évadés de la nuit : Helena
- 1960 : Les Maîtresses de Dracula : la femme de Johann (Vera Cook)
- 1960 : Horizons sans frontières : Gertrude Firth (Glynis Johns)
- 1960 : L'Inconnu de Las Vegas : Mme Restes (Ilka Chase)
- 1960 : Cendrillon aux grands pieds : la belle-mère (Judith Anderson)
- 1960 : L'Homme à la peau de serpent : « Lady Torrance » (Anna Magnani)
- 1960 : La Ruée vers l'Ouest : MMe Mavis Pegler (Aline MacMahon)
- 1960 : Un numéro du tonnerre : la convive évoquant l'œuvre de Caopa Diochinini (Helen Spring)
- 1960 : Alamo : Nell Robertson (Veda Ann Borg)
- 1960 : Les Aventuriers du fleuve : Sarah Watson (Minerva Urecal)
- 1960 : La Vénus au vison : Mrs. Jescott (Carmen Mathews)
- 1960 : Piège à minuit : Beatrice Corman (Myrna Loy)
- 1960 : La Longue Nuit de 43 : Mrs. Villani (Isa Querio)
- 1961 : Néfertiti, reine du Nil : la nurse Penaba (Clelia Matania)
- 1961 : Les Désaxés : la quêteuse (Estelle Winwood)
- 1961 : Les lauriers sont coupés : Roberta Carter (Mary Astor)
- 1961 : Les Innocents : Miss Giddens (Deborah Kerr)
- 1961 : West Side Story : Mme Lucia (Penny Santon)
- 1961 : La Farfelue de l'Arizona : la cuisinière de La Cantina (Pilar Arcos)
- 1962 : La Plus Belle Fille du monde : Lulu (Martha Raye)
- 1962 : Coups de feu dans la Sierra : Kate (Jenie Jackson)
- 1962 : Les Quatre Cavaliers de l'Apocalypse : dona Luisa Desnoyers (Harriet E. McGibson)
- 1962 : Astronautes malgré eux : Dorothy Lamour (elle-même)
- 1963 : Le Motel du crime : Therese « Tess » Braden (Robin Raymond)
- 1963 : Un monde fou, fou, fou, fou : Mrs. Marcus (Ethel Merman)
- 1963 : La Fille à la casquette : Felicienne Courbeau (Eva Gabor)
- 1963 : Oui ou non avant le mariage ? : Dorkus Murphy (Imogene Coca)
- 1963 : Pousse-toi, chérie : Maria (Rosa Turich)
- 1964 : Bons baisers de Russie : Rosa Klebb (Lotte Lenya)
- 1964 : Sherlock Holmes et le Collier de la mort : Mrs. Hudson (Edith Schultze-Westrum)
- 1964 : La flotte se mouille : Margot Money (Jean Willes)
- 1964 : Rio Conchos : la serveuse de la première cantina Siete Leguas (Linda Cordova)
- 1965 : Le Kid de Cincinnati : Lady Fingers (Joan Blondell)
- 1965 : Calloway le trappeur : Lydia (Liddy) Calloway (Vera Miles)
- 1965 : L'Extase et l'Agonie : une femme (Maxine Audley)
- 1965 : Les Forcenés : Mrs Cordeen (Carroll Brown)
- 1965 : Le Cher Disparu : Helen Kenton (Margaret Leighton)
- 1965 : Le Jeune Cassidy : Lady Gregory (Edith Evans)
- 1965 : Les Yeux bandés : Lavinia Vincenti (Angela Clarke)
- 1965 : La Mélodie du bonheur : la baronne Ebberfeld (Doris Lloyd)
- 1965 : L'amour a plusieurs visages : Maria (Fanny Schiller)
- 1966 : Navajo Joe : Hannah Lynne (Valeria Sabel)
- 1966 : La blonde défie le FBI : Anna Miller (Ellen Corby)
- 1966 : Frontière chinoise : Miss Binns (Flora Robson)
- 1966 : Un mort en pleine forme : Mrs. Groodge (Vanda Godsell)
- 1966 : Objectif Hambourg, mission 083 : la femme de ménage de Morris (Liana Orfei)
- 1966 : Arrivederci baby : la couturière (Eileen Way)
- 1966 : Raspoutine, le moine fou : la première prostituée du Café Tzigane (Helen Christie)
- 1966 : La Canonnière du Yang-Tsé : Mama Chunk (Beulah Quo (en))
- 1967 : Les Anges aux poings serrés : Mrs. Joseph (Rita Webb)
- 1967 : Opération Caprice : Mme Piasco (Lilia Skala)
- 1967 : La Comtesse de Hong-Kong : Miss Gaulswallow (Margaret Rutherford)
- 1967 : Le Temps des vautours : Rosita LaPola (Ermelinda De Felice)
- 1967 : Une fille nommée Fathom : Bettina Trivers (Ann Lancaster)
- 1967 : L'Or des pistoleros : Lavinia (Joan Blondell)
- 1967 : Millie : Mrs. Meers (Beatrice Lillie)
- 1967 : L'Extravagant Docteur Dolittle : Polynesia le perroquet (Ginny Tyler)
- 1967 : Voyage à deux : l'employée de l'hôtel (Denise Péron)
- 1967 : Le Jardin des tortures : Miss Maxine Chambers (Ursula Howells)
- 1967 : La Vingt-cinquième Heure : Mrs. Koruga (Dara Milosevic)
- 1967[12] : Sept Winchester pour un massacre : Miss Belle (Adriana Facchetti)
- 1968 : Les Cinq Hors-la-loi : Bertha Littlejohn (Athena Lorde)
- 1968 : Rosemary's Baby : Laura-Louise McBirney (Patsy Kelly)
- 1968 : Le Dictateur : Mme Jaeckel (Emma Dunn)
- 1968 : Un shérif à New York : Mrs Ringerman (Betty Field)
- 1968 : Un cri dans l'ombre : Mme Braggi (Ave Ninchi)
- 1968 : Star! : Rose (Beryl Reid)
- 1969 : Une poignée de plombs : Mary Elizabeth (Kathleen Freeman)
- 1969 : Le Club des libertins : la directrice (Martita Hunt)
- 1969 : The Magic Christian : Ginger Horton (Hattie Jacques)
- 1969 : Pendulum, la Nuit sans témoin : Myra (Robin Raymond)
- 1970 : MASH : le capitaine Peterson (Cathleen Cordell)
- 1970 : Tick Tick Tick et la violence explosa : Mrs. Harley (Paulene Myers)
- 1971 : L'Apprentie sorcière : Mme Hobday (Tessie O'Shea) (1er doublage)
- 1971 : Un frisson dans la nuit : Birdie (Clarice Taylor)
- 1971 : La Folie des grandeurs : le cacatoès de Salluste (voix)
- 1971 : Doc Holliday : Concha (Antonia Rey)
- 1971 : Charlie et la Chocolaterie : Mrs Gloop (Ursula Reit) (1er doublage)
- 1971 : La Vallée perdue : Mrs. Hoffman (Irene Prador)
- 1971 : Le Décaméron : Giacomina, la mère de Caterina[Qui ?]
- 1972 : L'Autre : Ada (Uta Hagen)
- 1972 : Cosa Nostra : Letizia Reina (Pupella Maggio)
- 1972 : Planque-toi minable, Trinita arrive : Pussy (Lina Alberti)
- 1973 : Te Deum : l'aubergiste mexicaine (Carla Calò)
- 1973 : Les Anges mangent aussi des fayots : Carmelina Giovanelli (Ermelinda De Felice)
- 1974 : La Rançon de la peur : Mina (Elsa Boni)
- 1974 : Ma femme est dingue : Mme Cherry (Molly Picon)
- 1975 : Les Trois Jours du Condor : Edwina Russell (Helen Stenborg)
- 1975 : Les Dents de la mer : Polly (Peggy Scott) (1er doublage)
- 1976 : Nickelodeon : Edna Mae Gilhooley (Tamar Cooper)
- 1976 : Affreux, sales et méchants : Matilde Mazzatella (Linda Moretti)
- 1976 : Week-end sauvage : Mrs. Doobie (Roselle Stone)
- 1977 : La Sentinelle des maudits : Anna Clark (Kate Harrington)
- 1977 : Annie Hall : Tante d'Alvy (Ruth Volner) et Tante Tessie (Rashel Novikoff)
- 1977 : Le Tournant de la vie : Madame Dahkarova (Alexandra Danilova)
- 1977 : L'Empire des fourmis géantes : Velma Thompson (Irene Tedrow)
- 1977 : Une si gentille petite fille : Mary (Dorothy Davis)
- 1977 : Le Cercle infernal : Rosa Fludd (Anna Wing)
- 1978 : Ces garçons qui venaient du Brésil : Gertrud Mundt (Monica Gearson)
- 1978 : Furie : Mrs. Callahan (Alice Nunn (en))
- 1978 : La Malédiction de la Panthère rose : Mrs Wu (Elisabeth Welch)
- 1978 : Mon nom est Bulldozer : le perroquet de la taverne
- 1978 : Un mariage : Nettie Sloan (Lillian Gish)
- 1978 : L'Empire de la passion : une vieille domestique[Qui ?]
- 1979 : Une langouste au petit-déjeuner : la voisine de Trocchia (Franca Scagnetti)
- 1979 : La luna : la sœur du Maestro (Liana Del Balzo)
- 1980 : Mother's Day : Mme Koffin (Beatrice Pons)
- 1980 : Stardust Memories : la cuisinière de Sandy (Dorothy Leon)
- 1980 : Les 13 Marches de l'angoisse : Mrs. Fowler (Marjorie Eaton)
- 1981 : La Maison du lac : Ethel Thayer (Katharine Hepburn)
- 1981 : La Maîtresse du lieutenant français : Mrs. Poulteney (Patience Collier)
- 1982 : SOS Fantômes : La Bibliothécaire (Alice Drummond)
- 1983 : Superman 3 : Minnie Bannister (Enid Saunders)
- 1983 : Escroc, Macho et Gigolo : la mère de Tony Roma[Qui ?]
- 1985 : Cocoon : Rosie Lefkowitz (Herta Ware)
- 1986 : Nuit de noce chez les fantômes : Rachel (Ann Way)
- 1987 : Police Academy 4 : Lois Feldman (Billie Bird)
- 1988 : Willow : Fin Raziel (Patricia Hayes)
- 1988 : Some Girl : Grannie (Lila Kedrova)
- 1988 : Nicky et Gino : Mme Gianelli (Mimi Cecchini)
- 1991 : Les Commitments : Mme Fagan, la mère de Joey (Maura O'Malley)
- 1994 : Y a-t-il un flic pour sauver Hollywood ? : Dr Roberts (Doris Belack)
- 1997 : Titanic : Rose Dawson-Calvert âgée (Gloria Stuart)

#### Animation
- Pinocchio (1940) : la poupée russe  (1er doublage)
- Dumbo (1941) : l'éléphante verte (1er doublage)
- Bambi (1942) de David D. Hand : La mère de Panpan[13] (1er doublage de 1945)
- Cendrillon (1950) : la marraine-fée (1er doublage)
- Alice au pays des merveilles (1951) : l'oiseau (2e doublage)
- La Reine des neiges (1957) : la vieille dame / le corbeau / la vieille voleuse
- Les 101 Dalmatiens (1961) : Cruella d'Enfer
- Chat, c'est Paris (1962) : Henriette Rubbens-Chatte[14]
- Merlin l'Enchanteur (1963) : Mme Mim
- Aladin et la Lampe merveilleuse (1970) : Can-Can, le perroquet
- Le Petit Monde de Charlotte (1973) : Edith Zuckerman
- Le Monde Merveilleux de Cendrillon (1973) : Mme Hole[14]
- La Honte de la jungle (1975) : la nurse[14]
- La Dernière Licorne (1982) : Mère La Fortune
- Dark Crystal (1982) : Aughra
- Tygra, la glace et le feu (1983) : la narratrice
- Charlie (1989) : Chienne

### Télévision

#### Séries télévisées
- Barbara Stanwyck dans :
  - La Grande Vallée (1965-1969) : Victoria Barkley - 1re voix
  - Dynastie (1985-1986) : Constance Colby Patterson
  - Dynastie 2 : Les Colby (1985-1986) : Constance Colby Patterson
- Ma sorcière bien-aimée (1964-1972) : Endora (Agnes Moorehead)
- Les Arpents verts (1965-1969) : mère Eunice Douglas (Eleanor Audley)
- Batman (1966-1968) : tante Harriet Cooper (Madge Blake)
- Les Mystères de l'Ouest, épisode La Nuit du pendu (S03E07, 1967) : Mme Peacock (Jesslin Fax)
- Les Mystères de l'Ouest, épisode La Nuit de la princesse (S03E15, 1967) : Miss Tyler (T.C. Jones)
- Columbo, épisode SOS Scotland Yard (1972) : une admiratrice du couple de comédiens
- Columbo, épisode Le Mystère de la chambre forte (1977) : Abigail Mitchell (Ruth Gordon)
- Columbo, épisode Des sourires et des armes (1978) : Kate O'Connell (Jeannette Nolan)
- Hôtel (1983-1986) : Victoria Cabot (Anne Baxter)
- Sherlock Holmes (1984-1985) : Rosalie Williams (Mrs. Hudson)
- Les Dessous d'Hollywood (1985) : Mrs Linderman (Meg Wyllie)
- Arabesque, épisode Secret de famille (1992)
- Scarlett (1994) : Eleanor Butler (Julie Harris)

#### Séries animées
- Batman : Dr Leslie Thompkins (voix principale)
- Calimero (1re série) : la mère de Caliméro
- Candy : la grand-tante Elroy (voix principale)
- Crying Freeman : Hu Feng-Ling
- Galaxy Express 999 : La vieille dame
- Le Petit Lord : Mme Mellow
- Les Aventures de Tintin, d'après Hergé : Bianca Castafiore
- Les Mystérieuses Cités d'or : Omuro, la chamane des amazones
- L'Île au trésor : Mrs
- Courts-métrages de  Titi et Grosminet : Mémé (1er doublage)

#### Téléfilms
- 1975 : The Kansas City Massacre : la secrétaire de McElwaine[Qui ?]
- 1983 : Svengali : Mme Burns-Rizzo (Barbara Bryne (en))